# Auditorio di Calvino

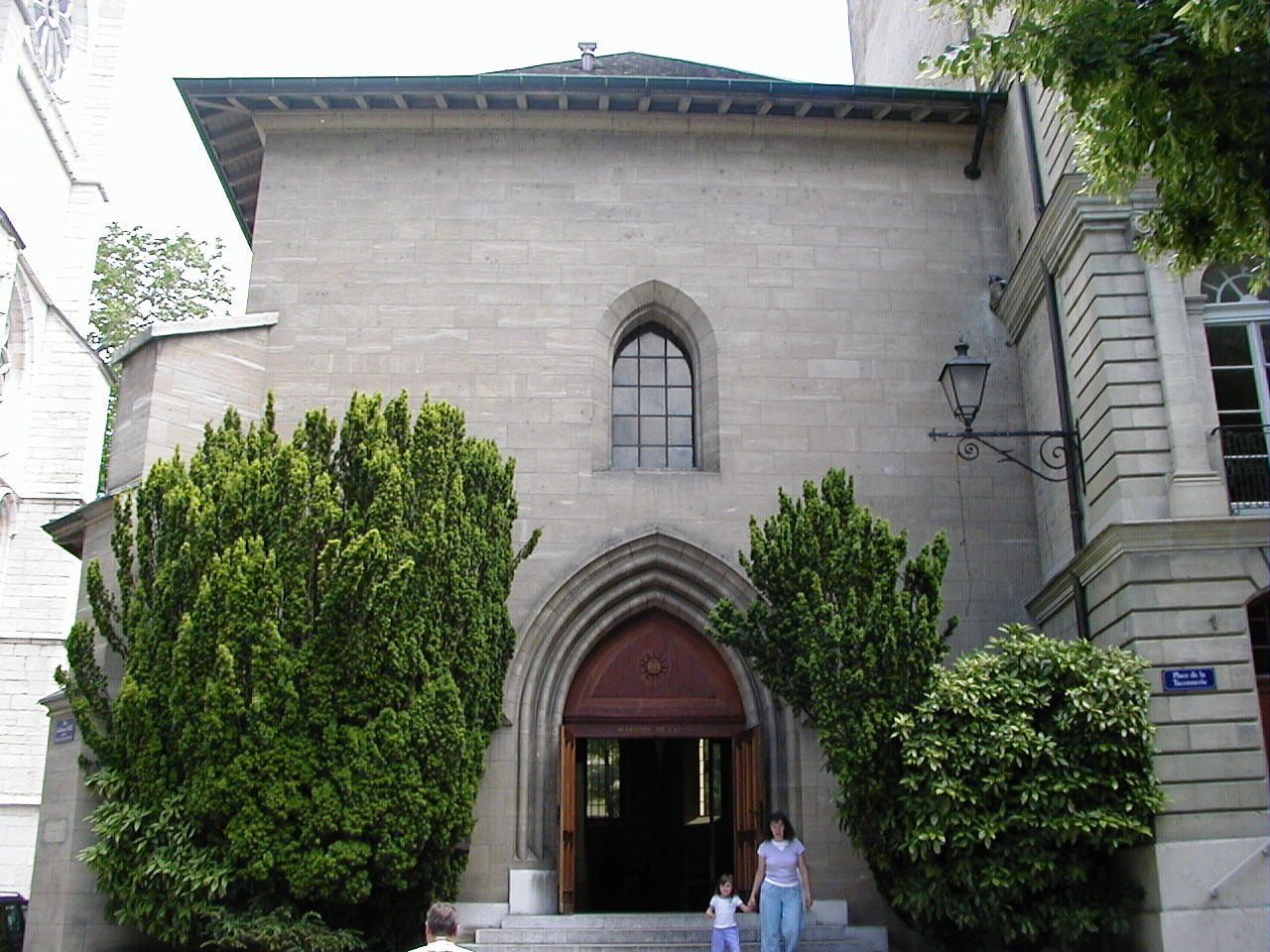
La facciata dell'Auditorio di Calvino

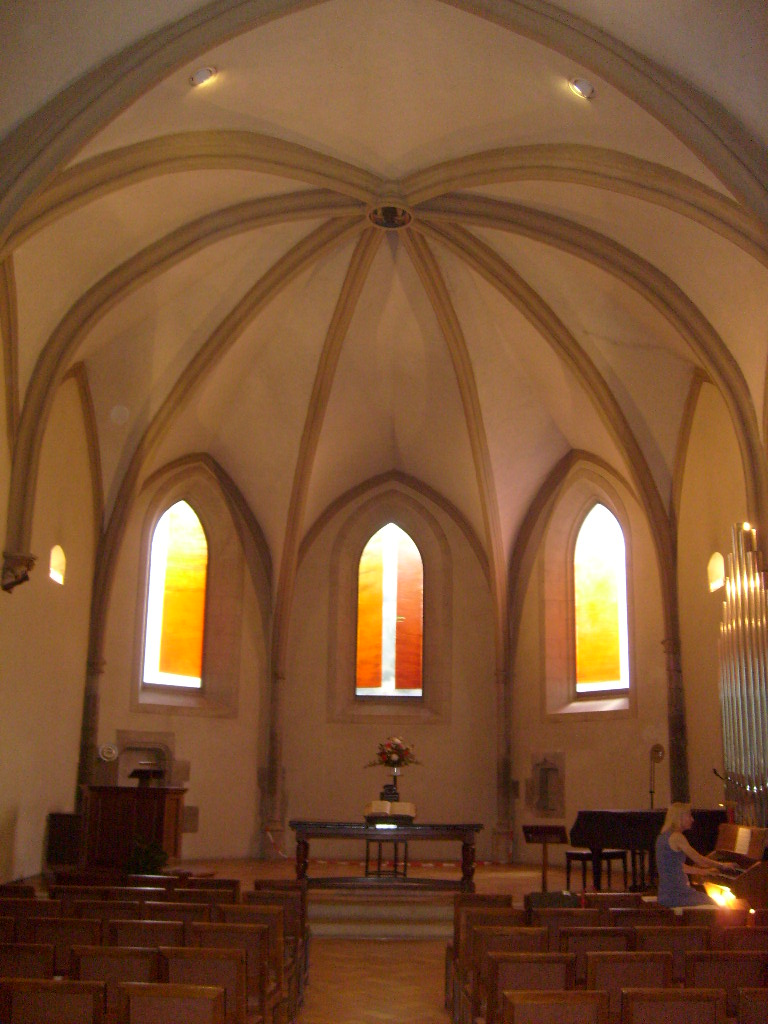
L'interno dell'Auditorio

L'Auditorio di Calvino (dal francese Auditoire de Calvin, chiamato in origine Notre-Dame-la-Neuve Chapel) è una cappella situata a Ginevra, Svizzera che ha avuto un ruolo significativo nella Riforma protestante. La cappella è associata a Giovanni Calvino, Teodoro di Beza e John Knox.
L'Auditorio è adiacente alla Cattedrale di Ginevra in Place de la Taconnerie, nel cuore della città antica di Ginevra; fa parte di un ampio spazio spirituale e culturale denominato l'Éspace Saint-Pierre, che comprende il Museo internazionale della Riforma e la cattedrale di Saint-Pierre.

## Storia
L'austero edificio in stile gotico è stato costruito nel XV secolo, sulle fondamenta di precedenti edifici religiosi del V secolo ed era originariamente dedicata a Notre-Dame-la-Neuve. Dal 1536, con la proclamazione ufficiale della Riforma protestante a Ginevra, l'Auditorio è diventato la sala di lettura dove Calvino espose attivamente la sua dottrina: qui venivano tenute lezioni sulla Bibbia ogni mattina alle 7:00. Nel 1559, venne qui fondata l'Università di Ginevra da parte dello stesso Giovanni Calvino. Dopo che Ginevra aderì alla Riforma, divenne un rifugio per i profughi protestanti provenienti da tutta Europa, e Calvino concesse questo edificio ai rifugiati perché potessero tenere il culto nella loro lingua. Venne utilizzato anche dal riformatore scozzese John Knox, durante il suo esilio a Ginevra negli anni intorno al 1550. Qui fu a capo di una congregazione di rifugiati protestanti inglesi e sviluppò molte delle idee che influirono nella Riforma scozzese. Successivamente la cappella venne utilizzata da numerosi gruppi di rifugiati protestanti tra cui i Valdesi, i riformatori olandesi e gli esponenti del Presbiterianesimo scozzese. La cappella è considerata in tutto il mondo come la culla della fede protestante.

## Restauro e utilizzo attuale
Nel 1954, l'Alleanza mondiale delle Chiese riformate ha raggiunto un accordo con la Chiesa nazionale protestante di Ginevra, e ha lanciato un programma per ripristinare l'Auditorio: nel corso degli anni, l'edificio si era deteriorato, il restauro venne completato nel 1959.
Oggi, seguendo la tradizione istituita da Calvino, l'Auditorio è ancora usato per il culto in lingue diverse dal francese. Ospita congregazioni della Chiesa riformata olandese e della Chiesa Valdese di lingua italiana, oltre ad essere utilizzato da una congregazione della Chiesa di Scozia come principale luogo di culto tutte le domeniche.